# Eophona
Eophona is een geslacht van zangvogels uit de familie van de vinkachtigen (Fringillidae). Het zijn vinkachtigen met een dikke gele snavel. Ze lijken qua formaat op de appelvink. In het Engels heten ze vrij vertaald respectievelijk Chinese en Japanse appelvink.

## Soorten
Het geslacht kent de volgende soorten:
- Eophona migratoria – Witvleugeldikbek
- Eophona personata – Maskerdikbek